# Pointe de Poêle Chaud
La pointe de Poêle Chaud est un sommet secondaire du massif de la Dôle dans le Jura vaudois, culminant à 1 629 mètres d'altitude. L'accès pédestre se fait via le col de Porte.

## Relais radioamateur

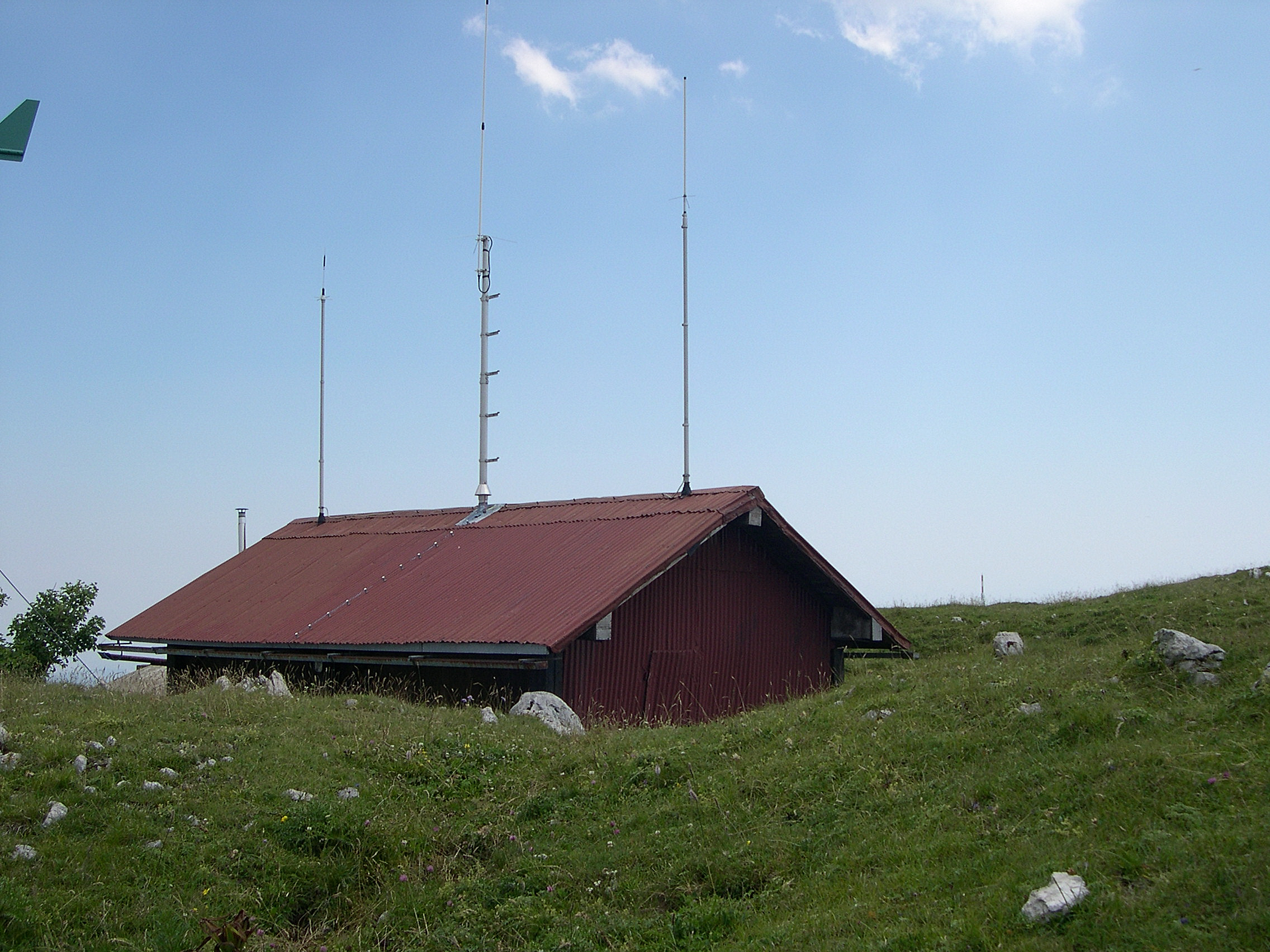
Relais radioamateur.

Au sommet, une cabane accueille le relais radioamateur franco-suisse HB9G.
Il utilise un squelch dit « intelligent » qui ne découpe pas la retransmission en particulier des mobiles. Il transmet en télégraphie un éventuel décalage de fréquence de votre part.
Le site comporte une balise sur 432.880 MHz (1 W alternativement en polarisation horizontale et verticale). Elle se coupe automatiquement si la tension des accus est faible pour préserver le fonctionnement du relais. Dans ce cas il passe à 5 W et transmet un G au lieu du K habituel.